# Myriam Baverel
Myriam Baverel (ur. 14 stycznia 1981 w Chambéry) – francuska zawodniczka taekwondo oraz medalistka olimpijska.
W 2003 roku Baverel otrzymała srebrny medal w wadze średniej podczas Mistrzostw Świata w Taekwondo, który odbył się w dniach 24-28 września w Garmisch-Partenkirchen w Niemczech.
Rok później pojawiła się na Letnich Igrzyskach Olimpijskich w Atenach w 2004 roku i otrzymała srebrny medal w wadze powyżej 67 kg.